# Distretto di Pieve d'Olmi
Il distretto di Pieve d'Olmi era il nome di un distretto ideato dal governo giacobino della Repubblica Cisalpina nel dipartimento dell'Alto Po. Come molti enti simili, ebbe una breve durata nel tempo.

## Storia
La Costituzione della Repubblica Cisalpina progettò un nuovo ordinamento degli enti locali lombardi, partendo dal presupposto di una nuova geografia basata su una razionalizzazione illuministica anziché sui retaggi di secoli di storia. La funzione dei distretti sarebbe divenuto quello di svolgere le più alte funzioni municipali nelle aree di notevole parcellizzazione comunale.
Il distretto in oggetto venne classificato col numero 3.
Definito dalla legge 6 germinale anno VI, l'ente non riuscì ad avere una vera applicazione fino al golpe militare che riversò il governo giacobino sostituendolo con uno più finalizzato ad ottenere risparmi per la guerra. Il distretto, col numero 16, incorporò quattro piccoli territori sul Po che Napoleone aveva tolto al Ducato di Parma, e cioè Brancere, Polesine con Gibello, Sommo con Ottoville al di qua del Po e Stagno Pallavicino.

## Territorio
Il territorio del distretto si basava sulle vecchie delegazioni IX e X della provincia di Cremona.